# اجاق

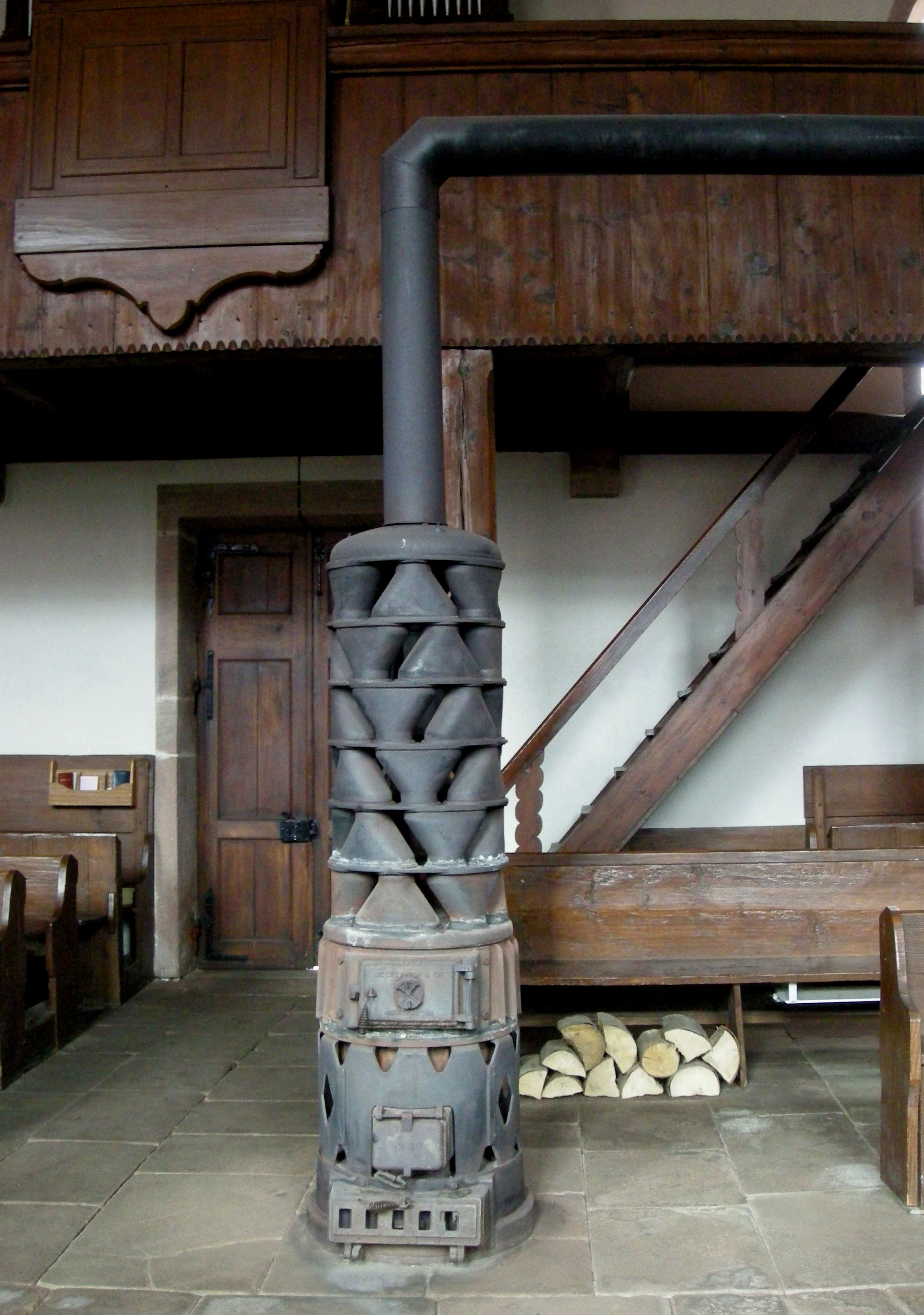
یک اجاق هیزمی که دارای یک مبدّل حرارتیِ بزرگ است

اجاق یا بخاری (به زبان پارسی میانه: برزن /brezan/) ابزاری است که با سوزاندن سوخت، تولید گرما می‌کند. اجاق‌های مختلف با سوخت‌های متفاوت کار می‌کنند. اجاق گاز و اجاق برقی انواع دیگر این ابزار هستند که برای مصارف آشپزی کاربرد دارند.

## سوخت‌ها
معمولاً در اجاق‌ها از سوخت‌هایی مانند:
- تکه‌های هیزم یا چوب
- سوخت‌های فسیلی

استفاده می‌کنند.